# Isaac Bruce
Pro Football Hall of Fame 2020
(en) Statistiques sur pro-football-reference
Isaac Isidore Bruce, né le 10 novembre 1972 à Fort Lauderdale (Floride), est un joueur américain de football américain évoluant au poste de wide receiver.
Étudiant à l'Université de Memphis, il joua pour les Memphis Tigers.
Il fut drafté en 1994 à la 33e place (deuxième tour) par les Rams de Los Angeles. La même année, la franchise quitte la Californie pour le Missouri et prend le nom des Rams de Saint-Louis. Receveur majeur de la période où Kurt Warner est quarterback, il remporte le XXXIV.
En 2008, après quatorze ans à Saint-Louis, il rejoint les 49ers de San Francisco.
Bruce a été sélectionné quatre fois au Pro Bowl (1996, 1999, 2000 et 2001) et trois fois en All-Pro (1995, 1996 et 1999).